# Daniel Nipkow
Daniel Nipkow (ur. 15 marca 1954) – szwajcarski strzelec sportowy. Srebrny medalista olimpijski z Los Angeles.
Zawody w 1984 były jego jedynymi igrzyskami olimpijskimi i zajął, pod nieobecność sportowców z części krajów tzw. Bloku Wschodniego, drugie miejsce w karabinie dowolnym w 3 postawach na dystansie 50 m. W 1981 zdobył srebro mistrzostw świata w karabinie pneumatycznym na dystansie 10 metrów.